# 세페우스자리 V354
세페우스자리 V354는 세페우스자리 영역에 있는 적색 초거성이다. V354는 지구로부터 약 9,000광년 떨어져 있으며, 현재까지 알려진 별들 중에서 반지름이 매우 큰 별들 중 하나이다. 반지름의 근사값은 대략 태양의 1500배 정도 된다. 만약 이 항성을 우리 태양 대신 태양계 중앙에 놓는다면, 목성의 궤도를 삼킬 수 있을 정도이다.

## 같이 보기
- 적색 초거성